# Hugo Silva
Hugo Silva, właściwie Rafael Hugo Fernández Silva (ur. 10 maja 1977 w San Blas, w dystrykcie Madrytu) – hiszpański aktor.

## Życiorys
Początkowo pracował jako elektryk. Uczył się aktorstwa w Escuela de Arte Teatral Ángel Gutiérrez, przy Teatro Cámara w Madrycie, a następnie studiowała dramat w RESAD. Przez pewien czas jako wokalista i gitarzysta związany był z grupą thrash metal Inordem, którą opuścił, by poświęcić się karierze aktorskiej. Pod koniec lat 90. uczestniczył w historycznym programie telewizyjnym Kroniki marsjańskie (Crónicas Marcianas).
Występował na scenie w sztukach: Hibrit (1993), Niebezpieczne związki (1995) wg Pierre'a Choderlosa de Laclos, Atraco a las tres (2001-2002) i Hamlet (2009). W 2011 zajął czwarte miejsce w ogłoszonym przez hiszpański portal 20minutos.es rankingu „najseksowniejszych hiszpańskich aktorów”.

## Życie prywatne
Spotykał się z Ingrid Reino, Olivią Moliną (1997-2006), Silvią Marty (2006) i Hibą Abouk. Z nieformalnego związku z Primitivą ma dwóch synów - bliźniaki - Diego i Daniela (ur. 2011).

## Wybrana filmografia

### Filmy fabularne
- 2000: Terca vida
- 2003: Ladies' Night jako Dago
- 2004: Bardzo długie zaręczyny (Un long dimanche de fiançailles) - dubbing
- 2005: Królowe (Reinas) jako Jonás
- 2007: Człowiek z piasku (El hombre de arena) jako Mateo
- 2009: Agallas jako Sebas
- 2009: Seks, kłamstwa i narkotyki (Mentiras y gordas) jako Carlos
- 2009: Do diabła z brzydalami (Que se mueran los feos) jako Román
- 2011: En fuera de juego jako Hugo
- 2011: Lo contrario al amor jako Raúl
- 2012: Trup (El cuerpo) jako Álex Ulloa
- 2013: Wredne jędze (Las brujas de Zugarramurdi) jako Jose
- 2013: Przelotni kochankowie (Los amantes pasajeros) jako Benito Morón
- 2014: Musarañas jako Carlos
- 2014: Bogowie i psy (Dioses y perros) jako Pasca
- 2015: Ta noc jest moja (Mi gran noche) jako Roberto

### Seriale TV
- 2000-2001: Al salir de clase jako Guillermo
- 2002: El Comisario jako Sebastián Alfaro
- 2003: El Comisario jako Chema
- 2004: Paco y Veva jako Paco
- 2005-2010: Paco i jego ludzie (Los hombres de Paco) jako Lucas Fernández
- 2010: La Princesa de Éboli jako Antonio Pérez
- 2010: Karabudjan jako Diego Salgado
- 2014: W sercu oceanu (El corazón del océano) jako Juan de Salazar
- 2015: Los nuestros jako Alberto Cárdenas
- 2016: El ministerio del tiempo jako Pacino